# Fredy Guarín
Fredy Alejandro Guarín Vásquez sinh ngày 30 tháng 6 năm 1986, là tiền vệ phòng ngự người Colombia đang chơi cho Thân Hoa Thượng Hải sau khi chuyển từ Inter Milan.

### Bàn thắng quốc tế
| #  | Ngày                 | Địa điểm                                                     | Đối thủ   | Bàn thắng | Kết quả | Giải đấu                 |
| -- | -------------------- | ------------------------------------------------------------ | --------- | --------- | ------- | ------------------------ |
| 1. | 26 tháng 3 năm 2011  | Sân vận động Vicente Calderón, Madrid, Tây Ban Nha           | Ecuador   | 1–0       | 2–0     | Giao hữu                 |
| 2. | 11 tháng 11 năm 2011 | Sân vận động đô thị Roberto Meléndez, Barranquilla, Colombia | Venezuela | 1–0       | 1–1     | Vòng loại World Cup 2014 |
| 3. | 14 tháng 8 năm 2013  | Sân vận động Mini, Barcelona, Tây Ban Nha                    | Serbia    | 1–0       | 1–0     | Giao hữu                 |
| 4. | 6 tháng 6 năm 2014   | Sân vận động Pedro Bidegain, Buenos Aires, Argentina         | Jordan    | 3–0       | 3–0     | Giao hữu                 |